# Falcatifolium falciforme
Falcatifolium falciforme es una especie de conífera perteneciente a la familia  Podocarpaceae que es endémica de Malasia, Brunéi y Indonesia. Está tratada en peligro de extinción por pérdida de hábitat.

## Fuente
- Conifer Specialist Group 1998.  Falcatifolium falciforme.   2006 IUCN Red List of Threatened Species.   Bajado el 10-07-07.